# Phlegra
Phlegra  (лат.) — род аранеоморфных пауков из подсемейства Aelurillinae в семействе пауков-скакунов (Salticidae). Большая часть встречается в Евразии и Африке, и один (P. hentzi) в Северной Америке

## Виды
- Phlegra abessinica Strand, 1906 — Эфиопия
- Phlegra albostriata Simon, 1901 — Южная Африка, Мозамбик
- Phlegra amitaii Prószynski, 1998 — Израиль
- Phlegra andreevae Logunov, 1996 — Центральная Азия
- Phlegra atra Wesolowska & Tomasiewicz, 2008 — Эфиопия
- Phlegra bairstowi Simon, 1886 — Южная Африка
- Phlegra bicognata Azarkina, 2004 — Украина, Россия, Казахстан
- Phlegra bifurcata Schmidt & Piepho, 1994 — Кабо-Верде
- Phlegra bresnieri (Lucas, 1846) — от Южной Европы до Азербайджан, Кот-д’Ивуар, Танзания
  - Phlegra bresnieri meridionalis Strand, 1906 — Эфиопия
- Phlegra chrysops Simon, 1890 — Йемен
- Phlegra cinereofasciata (Simon, 1868) — от Франции до Центральной Азии
- Phlegra crumena Próchniewicz & Heciak, 1994 — Кения
- Phlegra desquamata Strand, 1906 — Эфиопия
- Phlegra dhakuriensis (Tikader, 1974) — Пакистан, Индия
- Phlegra dimentmani Prószynski, 1998 — Израиль
- Phlegra dunini Azarkina, 2004 — Турция, Азербайджан
- Phlegra etosha Logunov & Azarkina, 2006 — Намибия
- Phlegra fasciata (Hahn, 1826) — Палеарктика typus
- Phlegra ferberorum Prószynski, 1998 — Израиль
- Phlegra flavipes Denis, 1947 — Египет
- Phlegra fulvastra (Simon, 1868) — Сицилия, Сирия, Израиль
- Phlegra fulvotrilineata (Lucas, 1846) — Алжир
- Phlegra gagnoa Logunov & Azarkina, 2006 — Кот-д’Ивуар
- Phlegra hentzi (Marx, 1890) — США, Канада
- Phlegra imperiosa Peckham & Peckham, 1903 — Южная Африка
- Phlegra insulana Schmidt & Krause, 1998 — Кабо-Верде
- Phlegra jacksoni Prószynski, 1998 — Израиль
- Phlegra karoo Wesolowska, 2006 — Намиб
- Phlegra kulczynskii Azarkina, 2004 — Россия, Монголия, Казахстан
- Phlegra levis Próchniewicz & Heciak, 1994 — Кения
- Phlegra levyi Prószynski, 1998 — Израиль
- Phlegra lineata (C. L. Koch, 1846) — Южная Европа, Сирия
- Phlegra logunovi Azarkina, 2004 — Центральная Азия
- Phlegra loripes Simon, 1876 — Португалия, Испания, Франция
- Phlegra lugubris Berland & Millot, 1941 — Западная Африка
- Phlegra memorialis (O. P.-Cambridge, 1876) — Египет
- Phlegra micans Simon, 1901 — Гонконг
- Phlegra nitidiventris (Lucas, 1846) — Алжир
- Phlegra nuda Próchniewicz & Heciak, 1994 — Кения, Танзания, Уганда
- Phlegra obscurimagna Azarkina, 2004 — Киргизстан, Казахстан
- Phlegra palestinensis Logunov, 1996 — Израиль
- Phlegra particeps (O. P.-Cambridge, 1872) — от Израиля до Бутана
- Phlegra parvula Wesolowska & Russell-Smith, 2000 — Танзания
- Phlegra pisarskii Zabka, 1985 — Китай, Вьетнам
- Phlegra pori Prószynski, 1998 — Египет
- Phlegra procera Wesolowska & Cumming, 2008 — Зимбабве
- Phlegra profuga Logunov, 1996 — Центральная Азия
- Phlegra proxima Denis, 1947 — Еипет
- Phlegra pusilla Wesolowska & van Harten, 1994 — от Сенегала до Йемена
- Phlegra rogenhoferi (Simon, 1868) — Франция, Австрия
- Phlegra rothi Prószynski, 1998 — Израиль
- Phlegra samchiensis Prószynski, 1978 — Бутан
- Phlegra sapphirina (Thorell, 1875) — Алжир
- Phlegra semipullata Simon, 1901 — Гонконг
- Phlegra shulovi Prószynski, 1998 — Израиль
- Phlegra sierrana (Simon, 1868) — Испания
- Phlegra simoni L. Koch, 1882 — Мальорка
- Phlegra simplex Wesolowska & Russell-Smith, 2000 — Танзания
- Phlegra sogdiana Charitonov, 1946 — Центральная Азия
- Phlegra solitaria Wesolowska & Tomasiewicz, 2008 — Эфиопия
- Phlegra soudanica Berland & Millot, 1941 — Мали
- Phlegra stephaniae Prószynski, 1998 — Израиль
- Phlegra suaverubens Simon, 1886 — Сенегал
- Phlegra swanii Mushtaq, Beg & Waris, 1995 — Пакистан
- Phlegra tenella Wesolowska, 2006 — Намиб
- Phlegra tetralineata (Caporiacco, 1939) — Эфиопия, Иран
- Phlegra theseusi Logunov, 2001 — Крит
- Phlegra thibetana Simon, 1901 — Бутан, Китай
- Phlegra tillyae Prószynski, 1998 — Израиль
- Phlegra touba Logunov & Azarkina, 2006 — Кот-д’Ивуар
- Phlegra tristis Lessert, 1927 — Congo, Кения
- Phlegra varia Wesolowska & Russell-Smith, 2000 — Танзания
- Phlegra v-epigynalis Heçiak & Prószynski, 1998 — Израиль, Сирия
- Phlegra yaelae Prószynski, 1998 — Тунис, Израиль
- Phlegra yuzhongensis Yang & Tang, 1996 — Китай